# (3295) Murakami
(3295) Murakami – planetoida z pasa głównego asteroid okrążająca Słońce w ciągu 4 lat i 156 dni w średniej odległości 2,7 j.a. Została odkryta 17 lutego 1950 roku w Landessternwarte Heidelberg-Königstuhl w Heidelbergu przez Karla Reinmutha. Nazwa planetoidy pochodzi od Tadayoshiego Murakami (1907-1985), profesora astronomii na Uniwersytecie w Hiroshimie. Została zaproponowana przez Takeshiego Uratę, który zidentyfikował tą planetoidę. Przed nadaniem nazwy planetoida nosiła oznaczenie tymczasowe (3295) 1950 DH.